# Trochus subincarnatus
Trochus subincarnatus is een slakkensoort uit de familie van de Trochidae. De wetenschappelijke naam van de soort is voor het eerst geldig gepubliceerd in 1879 door P. Fisher.